# Bitis peringueyi
Espèce
Synonymes
- Vipera peringueyi Boulenger, 1888

Statut de conservation UICN

 LC  : Préoccupation mineure
Bitis peringueyi, la Vipère du désert de Namibie ou Vipère de Péringuey,  est une espèce de serpents de la famille des Viperidae.

## Répartition
Cette espèce se rencontre en Namibie et dans le sud de l'Angola.

## Description
Ce serpent atteint 20 ou 25 cm, au maximum 32 centimètres. La tête est courte et plate, avec les yeux en hauteur. Il est orangé, avec des traits et points plus sombres sur le corps. Le dessous est banc-jaune, et la queue est en général plus sombre, parfois noire.

## Étymologie
Cette espèce est nommée en l'honneur de Louis Péringuey.

## Publication originale
- Boulenger, 1888 : On new or little known South African reptiles. Annals and Magazine of Natural History, sér. 6, vol. 2, p. 136-141 (texte intégral).